# CISA-DT
CISA-DT est une station de télévision albertaine de langue anglaise située à Lethbridge appartenant à Corus Entertainment et faisant partie du réseau Global.

## Histoire
La station a commencé ses activités le 20 novembre 1955 sous le sigle CJLH-TV au canal 7 et était un affilié privé du réseau CBC en recevant la programmation en kinéscope quelques jours après leur diffusion originale sur le réseau public, mais a été relié au réseau CBC en 1958 en passant par Calgary. La station change alors de sigle pour CJOC-TV en 1972. Lorsque sa station-sœur CFAC-TV (aujourd'hui CICT) à Calgary s'est désaffiliée de CBC en 1975 pour devenir indépendante, CJOC a suivi en 1976, a changé ses lettres pour CFAC-TV-7 et rediffusait la programmation de CFAC. En 1989, la station a été achetée par Western International Communications (WIC) et la programmation locale est reprise l'année suivante en changeant ses lettres pour CISA-TV. WIC a été acheté par Canwest en 1999 et CISA est devenue une station du réseau Global depuis le 4 septembre 2000. Canwest a été acheté par Shaw Communications en 2011 et la station est placée dans le groupe Shaw Media. Depuis le 1er avril 2016, Shaw Media appartient désormais à Corus Entertainment.

## Télévision numérique terrestre et haute définition
Le 27 juillet 2011, l'antenne analogique a été mise hors service et a commencé à diffuser en numérique quelques heures plus tard au canal 7 (virtuel 7.1).
Les cinq réémetteurs de faible puissance continuent de diffuser en mode analogique, ainsi que dans deux petites villes du Montana aux États-Unis (anciennement cinq).